# Ahmad Muʽazzam
Ahmad Muʽazzam av Pahang, född 1836, död 1914, var en malajisk monark. Han var regerande sultan av Pahang i nuvarande Malaysia mellan 1881 och 1914. 